# Maskenzeisig

Verbreitungsgebiet des Maskenzeisig. Blau: Brutgebiet; Grün: Ganzjährig; Gelb: Überwinterungsgebiet

Der Maskenzeisig (Spinus lawrencei, Syn.: Carduelis lawrencei) ist eine Vogelart aus der Unterfamilie der Stieglitzartigen. Die Art kommt ausschließlich im Westen Nordamerikas vor.

## Erscheinungsbild
Der Maskenzeisig erreicht eine Körperlänge von 12 Zentimeter. Es besteht ein Geschlechtsdimorphismus.
Die Männchen ähneln denen der Goldzeisige, weisen anders als diese aber eine gelbe statt einer weißen Flügelbinde auf. Die schwarze Gesichtsmaske reicht vom Scheitel bis zur Kehle. Die Augenregion sowie der Nacken und die Flanken sind grau. Auf der Körperoberseite ist der Maskenzeisig gelblich grau. Im winterlichen Ruhekleid ist das Gefieder insgesamt etwas bräunlicher und matter.
Den Weibchen fehlt die schwarze Gesichtsmaske, ihr Gefieder ist insgesamt etwas weniger kontrastreich. Die Augen und die Füße sind schwarz und der Schnabel ist hornfarben.

## Verbreitungsgebiet
Der Maskenzeisig gilt als eine sehr nomadische Art. Er brütet in einer Region, die vom Shasta County, Kalifornien bis in den Norden von Baja California reicht. Er ist in seinem Verbreitungsgebiet überwiegend auf die Gebirgsketten der Pazifikküste beschränkt. Jährlich wiederkehrende Bruten werden vor allem im Carmel Valley und dem südlichen Arm des Kern Rivers festgestellt. Die Wahl seines Brutareals ist durch die Verfügbarkeit von Wasser und Nahrungsressourcen bestimmt. In sehr niederschlagsarmen Jahren brütet er vermehrt in Küstennähe. Vereinzelte Brutbelege gibt es auch für Arizona.
Maskenzeisige sind zu einem großen Teil Zugvögel. Die Populationen, die im Norden, im Zentralgebiet und im Inland von Südkalifornien brüten, ziehen im Winterhalbjahr in die Tiefebenen der Küste und in die Randgebiete der kalifornischen Wüste. Sie sind in dieser Zeit häufig mit Goldzeisigen und Mexikozeisigen vergesellschaftet.
Das typische Brutareal ist trocken und weist lichte Wälder auf sowie eine Nähe zu Buschland mit reichem Wachstum an hohen einjährigen Pflanzen. Der Maskenzeisig ist auch darauf angewiesen, dass es im Umkreis von 0,8 Kilometer eine offene Wasserstelle gibt. Er brütet gelegentlich auch im Randbereich ländlicher Siedlungen, fehlt jedoch als Brutvogel in Wüsten und dichten Wäldern. Außerhalb der Fortpflanzungszeit bewohnt er sehr unterschiedliche Habitate. Zu diesen zählen Wüsten und Vorstädte.

## Fortpflanzung
Die Fortpflanzungszeit des Maskenzeisigs beginnt im Vorfrühling und währt bis zum frühen Sommer. Die Paare finden sich in den großen Schwärmen, in denen diese Zeisige vor der Brutzeit herumziehen. Hat sich ein Paar gebildet, verlässt es den Schwarm und sucht nach geeigneten Nistplätzen. Das Weibchen hat dabei die führende Rolle. Es trägt häufig bereits während der Nistplatzsuche Nistmaterial.
Das Nest wird im Regelfall entfernt von den Nistplätzen anderer Maskenzeisige errichtet. Es werden jedoch gelegentlich lose Kolonien beobachtet, in denen bis zu zehn Paare in größerer Nähe zueinander brüten. Das Nest ist napfförmig und findet sich meist drei Meter über dem Erdboden. Das Gelege besteht aus drei bis sechs weißschaligen Eiern.
Es brütet allein das Weibchen. Die Brutzeit beträgt 12 bis 13 Tage. Die Jungvögel sind mit etwa 13 bis 14 Tagen flügge und nach weiteren 5 bis 7 Tagen so selbständig, dass sie die Elternvögel verlassen, um sich mit anderen Jungvögeln zu Schwärmen zusammenzuschließen.

## Belege